# Justus Wolrad von Bode
Justus Wolrad Bode, ab 1713 von Bode (* 26. Juli 1667 in Rinteln; † 13. Juni 1727 in Frankfurt am Main) war ein deutscher Jurist, herzoglich württembergischer Rat und Kanzler und Mitglied des Reichshofrates.

## Leben

### Herkunft und Familie
Justus Wolrad von Bode entstammte dem badischen Adelsgeschlecht Bode und war das dreizehnte Kind des Konsistorialrats Gerhard Bode (1620–1697) und dessen Ehefrau Christina Schreiber. Er hatte zehn Schwestern und zwei Brüder: Heinrich (1652–1720, Rechtswissenschaftler) und Daniel Jacob (* 29. August 1661; † 26. Januar 1687, Domprediger). 
Er war verheiratet mit Louise Steter und hatte mit ihr die Kinder Maria Eleonora Agnes   (1698–1755, ⚭  Philippe Ignace Joachim de Trazegnies, k. u. k. Dragoneroberst, Eltern von Christine-Philippine de Herzelles), Justus Vollrad Friedrich (1701–1753, Regierungspräsident in Oppeln) und Lothar Franz August (um 1710–1750, preußischer Offizier) 

### Werdegang und Wirken
Er studierte Rechtswissenschaften an der Universität Rinteln und der Europa-Universität Viadrina in Frankfurt an der Oder, wo er 1687 mit der Dissertation de soemina illustri zum Dr. jur. promovierte.
Bevor Bode württembergischer Staatsminister wurde, nahm er als Rat des jeweiligen Landesherrn in verschiedenen Territorien des Reichs als dessen höchster Beamter Verwaltungsaufgaben wahr. So war er in dieser Funktion im Fürstentum Nassau-Idstein, im Herzogtum Sachsen-Weimar und im Kurfürstentum Brandenburg tätig.
Er war in den Herzogtümern Bernstadt und Oels, die  durch Heirat an das Haus Württemberg gefallen waren, Kanzler und Rat. 
Das Land Württemberg war 1495 zum Herzogtum erhoben worden und ein souveräner Staat. 
Er war Gesandter Württembergs zum Reichstag in Regensburg. 
Am 15. Januar 1714 wurde er zum Kaiserlichen Reichshofrat ernannt. Dieses Gremium war neben dem Reichskammergericht und in Konkurrenz zu diesem eines der beiden höchsten Gerichte im Reich. Dessen Mitglieder führten den Titel Reichshofrat. 
Am 14. Oktober 1713 wurde von Bode in den Reichsritterstand erhoben 
und 1726 in die fränkische Reichsritterschaft aufgenommen. 

### Schriften
Mitwirkung bei 
- Vindiciae Imperiales Pro Parmae Et Placentiae Ducatibus
- Foemina illustris Goclenius

### Auszeichnungen
- 14. Oktober 1713  Reichsritterstand, gemeinsam mit seinem Bruder Heinrich
- 15. Januar 1714 Wirklicher Hofrat[2]